# Trần Văn Phúc (huấn luyện viên)
Trần Văn Phúc (sinh ngày 19 tháng 3 năm 1946 - mất ngày 5 tháng 1 năm 2022) là một cựu huấn luyện viên bóng đá của Việt Nam.

## Tiểu sử và sự nghiệp
Ông sinh ngày 19 tháng 3 năm 1946 tại Hải Phòng.Trong sự nghiệp làm cầu thủ, ông từng chơi cho Hải Phòng .
Sau khi giải nghệ, ông từng làm huấn luyện viên bóng đá của câu lạc bộ bóng đá Thanh Hóa.
Đầu năm 2010, ông chia tay câu lạc bộ Thanh Hóa. Khi trả lời phỏng vấn của các báo chí, ông bảo:Tôi gác kiếm rồi. Khi hỏi tại sao ông lại quyết định "nghỉ hưu" bởi ai cũng bảo ông còn có thể gắn bó với bóng đá thêm ít nhất 5 năm nữa? Ông Phúc trả lời: "Tính đến lúc này tôi đã có 50 năm lăn lộn với bóng đá rồi. 50 năm hệt như một kẻ lãng du, suốt ngày lang thang nay đây mai đó. Giờ thấy là cần thiết phải ở nhà với vợ….".
Trong suốt những năm làm bóng đá cho đến tận bây giờ, ông luôn luôn chỉ có một thần tượng, đó là Hoàng đế bóng đá Franz Beckenbauer. Ông từng bảo: Ở ông ấy có một trí tuệ, một tầm vóc bóng đá mà tôi luôn khao khát nhưng không bao giờ vươn tới được. Song điều mà tôi phục nhất ở thần tượng của mình là cái cách ông ấy rút ra khỏi bóng đá để sống một cuộc sống đời thường. Vẫn đang ở đỉnh cao danh vọng, và vẫn đang được người ta tung hô, nhưng Beckenbauer dám từ bỏ tất cả một cách nhẹ nhõm - đấy là điều mà không phải ai cũng đủ dũng cảm để thực hiện.
Ông qua đời sau một trận chiến với đột quỵ vào sáng ngày 5 tháng 1 năm 2022 Hưởng thọ 75 tuổi, 2 tháng trước sinh nhật thứ 76 tuổi của mình.